# Галл (Массачусетс)
Галл (англ. Hull) — місто (англ. town) в США, в окрузі Плімут штату Массачусетс. Населення — 10 072 особи (2020).

## Демографія
Згідно з переписом 2010 року, у місті мешкали 10 293 особи в 4630 домогосподарствах у складі 2651 родини. Було 5762 помешкання
Расовий склад населення:
| - 95,2 % — білих - 1,0 % — азіатів - 0,9 % — чорних або афроамериканців - 0,5 % — корінних американців |

До двох чи більше рас належало 1,7 %. Частка іспаномовних становила 1,7 % від усіх жителів.
За віковим діапазоном населення розподілялося таким чином: 17,3 % — особи молодші 18 років, 67,2 % — особи у віці 18—64 років, 15,5 % — особи у віці 65 років та старші. Медіана віку мешканця становила 47,4 року. На 100 осіб жіночої статі у місті припадало 90,0 чоловіків;  на 100 жінок у віці від 18 років та старших — 86,2 чоловіків також старших 18 років.
Середній дохід на одне домашнє господарство  становив 101 606 доларів США (медіана — 80 584), а середній дохід на одну сім'ю — 125 256 доларів (медіана — 107 682). Медіана доходів становила 70 699 доларів для чоловіків та 58 802 долари для жінок. За межею бідності перебувало 4,9 % осіб, у тому числі 4,7 % дітей у віці до 18 років та 3,4 % осіб у віці 65 років та старших.
Цивільне працевлаштоване населення становило 6028 осіб. Основні галузі зайнятості: освіта, охорона здоров'я та соціальна допомога — 22,8 %, роздрібна торгівля — 14,0 %, науковці, спеціалісти, менеджери — 13,9 %.